# Synagogue de Thionville
La synagogue de Thionville est une synagogue située dans la commune française de Thionville dans le département de la Moselle dans le Grand Est.

## Histoire

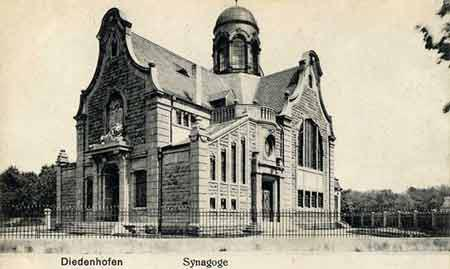
Carte postale avec l'ancienne synagogue de Thionville (vers 1920).

Des habitants juifs ont été recensés à Thionville depuis le XIVe siècle.  
La synagogue construite en 1805 a été remplacée en 1882 par un nouveau bâtiment conçu par l'architecte de Karlsruhe Ludwig Levy. La synagogue était située au 31 avenue Clemenceau.
La synagogue de style néo-roman a été incendiée par les forces d'occupation allemandes en juillet 1940 pendant la Seconde Guerre mondiale. Les ruines ont été démolies et les pierres ont été utilisées pour la construction de routes.
En 1956, un nouveau bâtiment a été érigé sur le même site, qui tente de faire revivre certaines formes de l'ancienne synagogue. 